# الوقف في العراق
الوقف في العراق بدأ ظهور الوقف في العراق منذ عهد الصحابة، ثم توسعت في العهد الأموي، كنتيجة طبيعية لانتشار مفهوم الوقف، ولوجود اليسر المالي، وفي العهد العباسي شاعت وكثرت الأوقاف في العراق، مما ساعد على النهضة العلمية التي شهدها العالم الإسلامي كله، ثم تراجع كثيراً في العهد المغولي، وفي سنة 941هـ، دخل السلطان العثماني سليمان القانوني فاتحاً للعراق، وقام بتسجيل الأراضي والأملاك الوقفية وحصرها، وأصدرت الدولة العثمانية العديد من الأنظمة التي اهتمت بالوقف، وأما في العصر الحديث، فقد كانت دائرة الأوقاف إحدى الوزارات العراقية حتى سنة 1929م، ثم تحولت إلى مديرية عامة مرتبطة برئاسة الوزراء، وفي عام: (1976م) قررت السلطات العراقية استحداث وزارة للأوقاف، وأما أوقاف العراق بعد عام (2003م)، فقد تم إلغاء وزارة الأوقاف واستبدالها بدواوين وقفية لكل طائفة دينية.

## نشأة الوقف في العراق
نشأت الأوقاف في العراق، وفي مقدمتها المساجد في البصرة والكوفة منذ الفتح الإسلامي، واستمر تكاثرها وتكاملها، وفي بغداد تم تأسيس أول مسجد في الجانب الغربي عرف بجامع البصرة، وفي الجانب الشرقي الرصافة، كان أول مسجد بني، يسمى (جامع المهدي)، ثم توالت وتكاثرت إلى أن بلغت أعداداً كثيرة.

## خلال عَهْدَي الخلفاء الراشدين والأمويين
بدأت الأوقاف في العراق خلال عهد عمر ابن الخطاب، ثم ازدادت في العهد الأموي زيادة كبيرة بسبب ما فاضت به الفتوحات الإسلامية من أموال على المجاهدين، وصار للأوقاف ديوان مستقل عن بقية الدواوين تحت إشراف القاضي، وفي هذا العهد تم تعيين ديوان للأوقاف في البصرة، ومنذ ذلك الوقت أصبحت إدارة الأوقاف تابعة مباشرة للقاضي، وصار من المتعارف عليه أن يتولى القضاة الإشراف على الأوقاف بحفظ أصولها وقبض ريعها وصرفه فيما أُوقِفَت لأجله.
ومن أبرز الأوقاف في هاذين العهدَين

### مسجد الكوفة

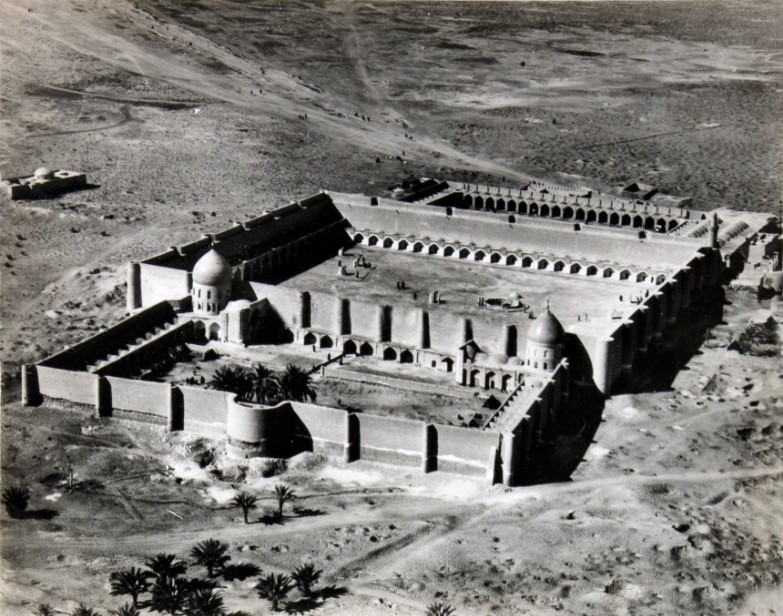
مسجد الكوفة سنة 1915م

بناه سعد بن أبي وقاص بأمر عمر بن الخطّاب  بالآجر وزاد فيه المأمون ويقال من موضعه فار التنور من الغرق، ووسع المغيرة بن شعبة المسجد الجامع بالكوفة، ثم قام زياد بن أبيه فبناه وزاد فيه وأحكمه وفرشه بالحصى، وكان يقول: أنفقت على كل أسطوانة من أساطين مسجد الكوفة ثماني عشرة مئة درهم، واتخذ فيه مقصورة، جدّدها خالد بن عبد الله القسري في اثناء ولايته على العراق.

### مسجد البصرة

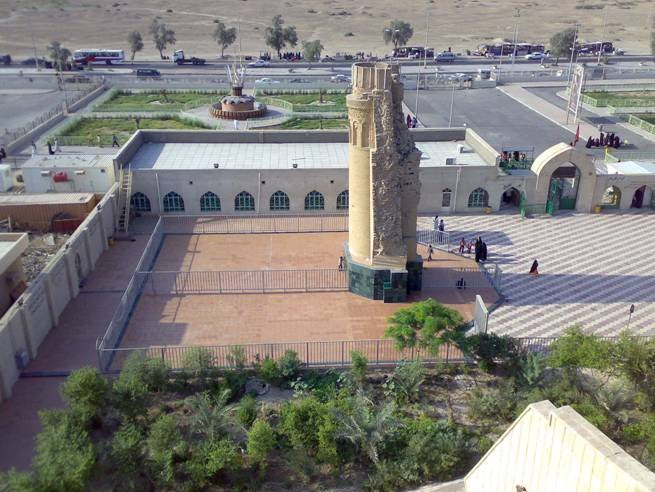
صورة لمسجد البصرة (مسجد الخطوة)

بناه عتبة بن غزوان بالقصب بعد فتح البصرة في خلافة عمر ، ثم بناه عبد الله بن عامر بالطين ثم بناه زياد بن أبيه بالآجر وزاد فيه المأمون، وفيه موضع الحكم الذي كان يقضي فيه علي بن أبي طالب، وزاد زياد بن أبيه في المسجد بالبصرة زيادة كبيرة، وبناه، بالآجر والجص، واستعمل الأساطين في البناء، وسقفه بالساج، وبنى منارته بالحجارة، وبنى في البصرة المساجد الكثيرة.

### وقف بيمارستان في العراق
ويعود الفضل فى بناء أول بيمارستان فى الإسلام إلى الخليفة الأموي في العراق الوليد بن عبد الملك سنة 88هـ، وجعل فيها الأطباء وأجرى فيها الإنفاق".

### أول دار للحضانة في العراق
ويرجع تاريخ أقدم دار للحضانة إلى القرن الثاني الهجري، حيث أسس يحيى البرمكي في بغداد داراً تحت إشراف الأطباء.

## الوقف في العراق خلال العهد العباسي
العراق من أشهر المدن التي راجت فيها الأوقاف بنوعيها الأهلي و الرسمي، لكونها العاصمة العباسية التي بناها (أبو جعفر المنصور) سنة: (145هـ) وفي هذا العھد تطور الأمر عما كان عليه في العهد الأموي؛ حيث أُنيطت مقتضيات إدارة الأوقاف بأعلى جهة قضائية، وهي منصب قاضي القضاة، فيقوم بإدراة الوقف كتعيين المتولي، وأرباب الوظائف عن طريق اختيار من يصلح للتدريس، والإمامة، ومحاسبة المتولي.
ومن أهم الأوقاف في العراق خلال العهد العباسي ما يلي:

### مسجد المهدي
وينسب هذا الجامع إلى الخليفة المهدي، الذي أمر ببناءه سنة (159هـ)، ويقع بالرصافة، ولهذا سُمي بمسجد الرصافة، وقد كان أبي القاسم ابن الصباغ المشرف على أوقاف المسجد.

### مسجد الحضائر – مسجد أم الناصر-
وهذا المسجد أنشأته (الجهة الشريفة والدة الإمام الناصر لدين الله، وكانت تقام فيه الجمع والأعياد، واحتوى على خزانة كتب.

### البيمارستان العضدي
أنشأه عضد الدولة في الجانب الغربي من بغداد سنة: (279هـ)، وقد رتب فيه الأطباء والخدم، ونقل إليه من الأدوية والأشربة والعقاقير شيئاً كثيراً، وهو من أقدم المنشآت الصحية في بغداد، حتى سُمي بالبيمارستان العتيق.

### المدارس الوقفية
ومن أهمها المدرسة النظامية ببغداد: أوقفها الوزير نظام الملك في القرن الخامس الهجري.

#### مدرسة بنفشة
ويعود بنائها إلى بنفشة (بنفشا)، زوجة الخليفة المستضيء بأمر الله (ت: 598هـ)، وقد رصدت لهذه المدرسة الأوقاف، فكان من أوقافها قرية رصدتها لها السيدة (بنفشة).

#### المدرسة المستنصرية
ولعلها أعظم جامعة علمية كانت ببغداد في أواخر الدولة العباسية، فهي أول جامعة في العالم الإسلامي عُنيت بدراسة علوم القرآن والسنة النبوية والمذاهب الفقهية والعلوم العربية والرياضيات وقسم الفرائض والتركات ومنافع الحيوان، وعلم الطب وتقويم الأبدان في آن واحد، كما أنها أول جامعة إسلامية جمعت فيها الدراسات الفقهية على المذاهب الأربعة، حيث أمر الخليفة المستنصر بالله (623هـ - 640هـ) أن تجعل مدرسة للفقهاء على المذاهب الأربعة.

### أوقاف فخر الدولة بن المطلب (ت: 578هـ)
فقد شيد مسجداً كبيراً في الجانب الغربي من مدينة السلام، وأوقف عليه وقوفاً كبيرة، وجعل الولاية والوصية إلى جلال الدين بن البخاري نائب الوزارة، وأوقف عدة نواحي وبساتين على ابنته، ولم يكن له ولد سواها وشرط عليها إن تزوجت لا تستحق شيئا من هذا الوقف وأكد الوصية إلى نائب الوزارة بذلك.

## الوقف في العراق خلال العهد المغولي
بعد أن استولى المغول على بغداد سنة: 656هـ، مرت الأوقاف في العراق بمراحل عديدة:
1. المرحلة الأولى: من تاريخ احتلال بغداد إلى سنة (662هـ)، وفي هذه المرحلة لم يتعرض المغول للموقوفات، وبقي الحال كما هو عليه في العهد العباسي.
2. والمرحلة الثانية: وبدأت من سنة (663هـ) إلى سنة (687هـ)، وفي هذه المرحلة أودعت إدارة الأوقاف إلى موظف مختص سمي بـ (صدر الوقوف)، وقد عهد بهذا المنصب إلى بعض من تعاون مع المغول على احتلال بغداد.
3. المرحلة الثالثة: في سنة (687هـ)، حيث سلمت إدارة الأوقاف إلى حكام بغداد.
4. المرحلة الرابعة: أُعيدت الإدارة إلى من تقلد منصب صدر الوقف.
5. المرحلة الخامسة: أصبحت إدارة الأوقاف بيد قاضي القضاة قطب جهان، والجديد الذي جاء به المغول؛ هو إعطاء إدارة الأوقاف إلى جهة مستقلة عن القضاء، ولم تتسم الإدارة بالاستقرار، بل كانت تتقلب بين صدر الوقوف وولاة بغداد وقاضي القضاة.[2]

وجاء الغزو المغولي لبغداد على أغلب الأعمال الوقفية الخيرية، التي كانت شاهدة على عظمة الدين الإسلامي وعدالته وحضارته الراقية.
وتسبب الغزو المغولي في وجود خلل كبير في الأوقاف، ولحقها الإهمال والخراب، والاستغلال من قبل المنفذين وأهل الجاه، ومن الأمثلة على ذلك المدرسة المستنصرية، فقد عجزت في القيام بمسؤولياتها الكاملة التي اشترطها الواقف لكافة المنتسبين إليها من الطلاب والمدرسين وغيرهم، ففي سنة (684هـ) نقص وقفها، وضعف وافتقر، مما تسبب في عزوف الطلاب عن الإقبال عليها، ولم يعدو قادرين على الاستمرار في الدراسة.

## الوقف في العراق خلال العهد العثماني
لعبت الأوقاف دوراً جوهرياً في تقدمها وازدهارها في ولايات الدولة العثمانية عموماً وفي العراق خصوصاً، كالتعليم والتكايا التي ارتبط ظهورها بحكم العثمانيين للعراق، إضافة إلى المساهمة في دعم فقراء المسلمين وتحسين حالهم، وغيرها من المجالات.
وتم في هذا العهد إنشاء وزارة للأوقاف سُمّیت (نظارة الأوقاف)، وكان الوالي في بغداد هو المرجع الأعلى في الموقوفات العراقية، وفي أواخر العهد العثماني تم تأسيس مديريات لأوقاف ولاية (بغداد، البصرة، الموصل).
ومن أبرز الأوقاف في العراق خلال العهد العثماني

### مدراس الصبيان
ومدارس الصبيان كانت عبارة عن غرفة في المسجد، أو تابعة له يلتحق بها الأطفال في أعمار مبكرة، لتعلم الكتابة والقراءة وحفظ القرآن، وتعلم الصلاة، ويتولى التعليم فيها رجل يدعى بـ (الملا)، أو (الشيخ) الذي يكون غالباً حافظاً للقرآن.

### مدرسة رباط الأخلاطية
وسميت بهذا الاسم نسبة إلى (خاتون أخلاطية) زوجة الناصر لدين الله السلجوقي، حيث تقع هذه المدرسة في الجانب الغربي من نهر دجلة في بغداد، وقد بلغ وارداتها من الدكاكين التي أوقفت عليها (190 آقجة).

### المدرسة الأصفهانية في بغداد
والتي تعرف باسم المدرسة الحسانية، نسبة إلى الشيخ محمد بن الشيخ أحمد الأحساني، وقد خصص لهذه المدرسة دكاكين واقعة قرب المدرسة، إضافة مزرعة وقرية على طريق خراسان، حيث بلغ واردات هذه المدرسة سنة 999هـ مبلغ (9800 آقجة).

### تكية الإمام شمس الدين في الموصل
وقد أوقف عليها قرية أمام شمس الدين، وقرية برس، بالإضافة إلى عدد من المزارع، وقد وصل وارد هذه التكية سنة 983هـ إلى 13693 آقجة.

### تكية جامع الكواز في البصرة
تولى التكية الشيخ محمد أمين الكواز، ثم خلفه الشيخ عبد السلام باشا أعيان، وقد أوقف عليها مزارع، ووصل واردها سنة 1026هـ إلى 150 المن.

## الوقف في العراق في العهد الحديث
بعد تأسيس الدولة العراقية عام: (1921م)، تم إصدار القانون الأساسي (الدستور)، وقد نص في مادته (122): "وتعتبر دائرة الأوقاف الإسلامية من الدوائر الحكومية الرسمية، وتُدار شؤونها وتنظم أمور ماليتها بمقتضى قانون خاص"، وتوالت التشريعات والتعديلات على إدارة وتنظيم الأوقاف بعد تأسيس الجمهورية العراقية عام: (1958م)، وفي عام (1976م) قررت السلطات العراقية استحداث وزارة للأوقاف وأناطت بها مهمة رعاية الشؤون الدينية، ومن ضمنها الأوقاف.
وأما حال الوقف في العراق بعد عام (2003م)، فقد خضع مضمار الأوقاف الإسلامية إلى إعادة هيكلة واسعة النطاق بعد سقوط نظام صدام حسين، ما أسفر عن تغييرات مهمة، كان لها تأثير على أدوار السلطات الدينية ومواقعها النسبية، وقد أدّى هذا التغيير في وزارة الأوقاف إلى التطييف المتنامي للميدان الديني، وإلى تأثيرات متناقضة على السلطات الدينية السنية والشيعية.
وكان من بين تلك التغييرات انحلال وزارة الأوقاف والشؤون الدينية، وتوزيع مهامها وفق تقسيم ديني ومذهبي على دواوين الأوقاف والطوائف المختلفة، وبموجبه تم تأسيس (ديوان للوقف السني، وديوان للوقف الشيعي، وديوان لأوقاف غير المسلمين)، بالإضافة إلى احتفاظ إقليم كوردستان بوزارة للأوقاف والشؤون الدينية، وبهذا التقسيم توجد في الوقت الحاضر أربع جهات مختلفة تتولى مهمة إدارة الأوقاف في العراق، وتم تثبيت هذا التقسيم الديني والمذهبي للأوقاف في الدستور العراقي لعام (2005م).

## وصلات خارجية
- التنظيم القانوني لإدارة الأوقاف في العراق
- المدارس الوقفية وآثارها العلمية والفكرية في العراق
- الموقع الرسمي لديوان الوقف السني العراقي.